# فتح أباد ده نظريان (نغار بردسير)
فتح أباد ده نظريان (بالفارسية: فتح‌آباد ده نظریان) هي قرية تقع في إيران في البلدة المركزية.